# Elecciones municipales de Moyobamba de 2006
Las elecciones municipales de Moyobamba de 2006 se llevaron a cabo el 19 de noviembre de 2006 para elegir al alcalde y al Concejo Provincial de Moyobamba para el periodo 2007-2010. La elección se celebró simultáneamente con elecciones regionales y municipales (provinciales y distritales) en todo el Perú.

## Sistema electoral
La Municipalidad Provincial de Moyobamba es el órgano administrativo y de gobierno de la provincia de Moyobamba. Está compuesta por el alcalde y el Concejo Provincial.
La votación del alcalde y el concejo se realiza en base al sufragio universal, que comprende a todos los ciudadanos nacionales mayores de dieciocho años, empadronados y residentes en la provincia de Moyobamba y en pleno goce de sus derechos políticos, así como a los ciudadanos no nacionales residentes y empadronados en la provincia de Moyobamba.
El Concejo Provincial de Moyobamba está compuesto por 11 regidores elegidos por sufragio directo para un período de cuatro (4) años, en forma conjunta con la elección del alcalde (quien lo preside). La votación es por lista cerrada y bloqueada. Se asigna a la lista ganadora los escaños según el método d'Hondt o la mitad más uno, lo que más le favorezca.

## Composición del Concejo Provincial de Moyobamba
La siguiente tabla muestra la composición del Concejo Provincial de Moyobamba antes de las elecciones.
| Partidos | Partidos                                                              | Regidores |
| -------- | --------------------------------------------------------------------- | --------- |
|          | Partido Aprista Peruano                                               | 7         |
|          | Lista Independiente N° 3 Movimiento Independiente Alto Mayo en Acción | 2         |
|          | Unidad Nacional                                                       | 1         |
|          | Perú Posible                                                          | 1         |

## Partidos y candidatos
A continuación se muestra una lista de los principales partidos y alianzas electorales que participaron en las elecciones:
| Candidatura | Candidatura | Partidos y alianzas                                | Candidatos | Candidatos               | Ideología                                        | Resultado previo | Resultado previo | Ref. |
| Candidatura | Candidatura | Partidos y alianzas                                | Candidatos | Candidatos               | Ideología                                        | Votos (%)        | Reg.             | Ref. |
| ----------- | ----------- | -------------------------------------------------- | ---------- | ------------------------ | ------------------------------------------------ | ---------------- | ---------------- | ---- |
|             | APRA        | Lista - Partido Aprista Peruano (APRA)             |            | Anastasio Silva Vásquez  | Aprismo                                          | 27.87%           | 7                |      |
|             | AP          | Lista - Acción Popular (AP)                        |            | Mario Pinedo Rodríguez   | Humanismo Nacionalismo cívico Reformismo         | 10.09%           | 1                |      |
|             | IDEAS       | Lista - Movimiento Político Regional IDEAS (IDEAS) |            | Ramón Leveau Ramírez     | Regionalismo sanmartinense                       | 7.04%            | 0                |      |
|             | NA          | Lista - Nueva Amazonía (NA)                        |            | José Linarez Valles      | Regionalismo sanmartinense                       | 1.32%            | 0                |      |
|             | UPP         | Lista - Unión por el Perú (UPP)                    |            | Santos Dávila Arrascue   | Nacionalismo de izquierda Socialdemocracia       | Nuevo            | Nuevo            |      |
|             | PNP         | Lista - Partido Nacionalista Peruano (PNP)         |            | Isaías Rolando Castañeda | Socialismo democrático Nacionalismo de izquierda | Nuevo            | Nuevo            |      |
|             | AR          | Lista - Acción Regional (AR)                       |            | Telésforo Ramos Huancas  | Regionalismo sanmartinense                       | Nuevo            | Nuevo            |      |

## Resultados

### Sumario general
| |                                             |              |              |              |           |           |  |  |
| Partidos y coaliciones | Partidos y coaliciones                      | Voto popular | Voto popular | Voto popular | Regidores | Regidores |  |  |
| Partidos y coaliciones | Partidos y coaliciones                      | Votos        | %            | ±pp          | Total     | +/−       |  |  |
| | Acción Regional (AR)                        | 12,337       | 28.44        | Nuevo        | 7         | +7        |  |  |
| | Partido Aprista Peruano (APRA)              | 10,225       | 23.57        | –4.30        | 2         | –5        |  |  |
| | Nueva Amazonía (NA)1                        | 9,066        | 20.90        | +19.58       | 1         | +1        |  |  |
| | Movimiento Político Regional IDEAS (IDEAS)2 | 5,992        | 13.81        | +6.77        | 1         | +1        |  |  |
| | Unión por el Perú (UPP)                     | 2,297        | 5.30         | Nuevo        | 0         | ±0        |  |  |
| | Partido Nacionalista Peruano (PNP)          | 1,804        | 4.16         | Nuevo        | 0         | ±0        |  |  |
| | Acción Popular (AP)                         | 1,656        | 3.82         | –5.83        | 0         | ±0        |  |  |
| |                                             |              |              |              |           |           |  |  |
| Total | Total                                       | 43,377       |              |              | 11        | ±0        |  |  |
| |                                             |              |              |              |           |           |  |  |
| Votos válidos | Votos válidos                               | 43,377       | 88.54        | –0.52        |           |           |  |  |
| Votos en blanco | Votos en blanco                             | 2,225        | 4.54         | +0.23        |           |           |  |  |
| Votos nulos | Votos nulos                                 | 3,388        | 6.92         | +0.29        |           |           |  |  |
| Votos emitidos | Votos emitidos                              | 48,990       | 83.16        | +0.61        |           |           |  |  |
| Abstenciones | Abstenciones                                | 9,921        | 16.84        | –0.61        |           |           |  |  |
| Votantes registrados | Votantes registrados                        | 58,911       |              |              |           |           |  |  |
| |                                             |              |              |              |           |           |  |  |
| Fuente: |                                             |              |              |              |           |           |  |  |
| Notas al pie: 1 Comparado con los resultados de Movimiento Independiente Nueva Amazonía (NA) en las elecciones de 2002. 2 Comparado con los resultados de Movimiento Independiente IDEAS (IDEAS) en las elecciones de 2002. |                                             |              |              |              |           |           |  |  |
| Notas al pie: |                                             |              |              |              |           |           |  |  |
| 1 Comparado con los resultados de Movimiento Independiente Nueva Amazonía (NA) en las elecciones de 2002. 2 Comparado con los resultados de Movimiento Independiente IDEAS (IDEAS) en las elecciones de 2002.               |                                             |              |              |              |           |           |  |  |

## Elecciones municipales distritales

### Resultados por distrito
La siguiente tabla enumera el control de los distritos de la provincia de Moyobamba. El cambio de mando de una organización política se resalta del color de ese partido.
| Distrito  | Alcalde(sa) titular      | Partido político | Partido político               | Alcalde(sa) electo(a)   | Partido político | Partido político        |
| --------- | ------------------------ | ---------------- | ------------------------------ | ----------------------- | ---------------- | ----------------------- |
| Calzada   | Hermán Navarro Guerra    |                  | Partido Aprista Peruano        | Hermán Navarro Guerra   |                  | Partido Aprista Peruano |
| Habana    | José Fonseca Cieza       |                  | Perú Posible                   | Gonzalo Villacorta Piña |                  | Nueva Amazonía          |
| Jepelacio | Máximo Garro Heredia     |                  | Alto Mayo en Acción            | Máximo Garro Heredia    |                  | Nueva Amazonía          |
| Soritor   | Samuel Chuquista Navarro |                  | Movimiento Independiente IDEAS | Joel Sánchez Vallejos   |                  | Partido Aprista Peruano |
| Yantaló   | José Burga Díaz          |                  | Unidad Nacional                | Hernando Ruiz Piña      |                  | Nueva Amazonía          |